# Mural Nunatak
Mural Nunatak är en nunatak i Antarktis. Den ligger i Västantarktis. Argentina, Chile och Storbritannien gör anspråk på området. Toppen på Mural Nunatak är 258 meter över havet, eller 14 meter över den omgivande terrängen. Bredden vid basen är 0,51 km.
Terrängen runt Mural Nunatak är kuperad åt nordost, men åt sydväst är den platt. Trakten är obefolkad. Det finns inga samhällen i närheten.